# Colom de la pau

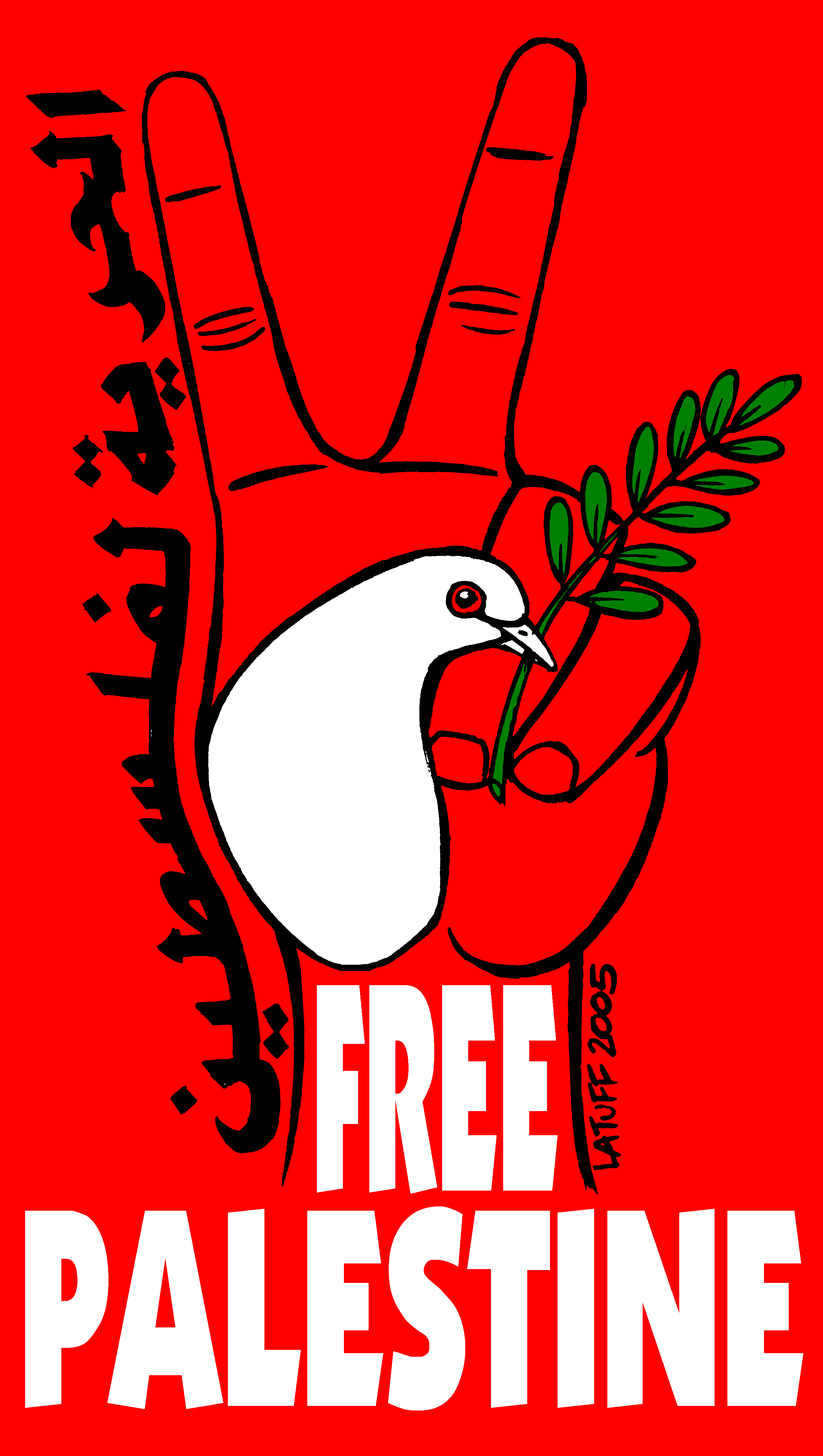
Colom de la pau

El colom de la pau és un emblema que representa la pau com un colom amb una branqueta d'olivera al bec. Té les seves arrels en la cultura de la conca mediterrània, tant en les tradicions jueva, cristiana i islàmica com en la cultura grecoromana. La sola branca d'olivera, com a símbol de la victòria i de la pau que la segueix, es retroba com motiu al·legòric i continua sent utilitzat en les arts i al logotip de certes d'organitzacions pacifistes.

## Orígens del colom com a símbol de la pau

### La llegenda bíblica
L'origen bíblic del motiu es troba en la llegenda del diluvi universal i de l'Arca de Noè relatada al llibre del Gènesi. Segons la llegenda, al principi dels temps, la maldat dels homes va provocar la ira de Déu, qui va decidir exterminar gairebé tota la vida sobre la terra, amb l'excepció dels animals i de la família de Noè, l'única que li hauria mostrat fidelitat. Déu va advertir Noè que construís una arca per preservar de la destrucció la seva família i una parella de cada animal pur. Llavors Déu va fer ploure tan intensament sobre la Terra que van quedar cobertes totes les muntanyes i van morir tots els animals i els éssers humans que no estaven dins l'arca de Noè.
Després de quaranta dies Noè va obrir una finestra de l'arca i va deixar anar un colom perquè verifiqués en quines condicions havia quedat la terra després del succés. Al cap de set dies, el colom va tornar al capvespre, portant en el seu bec una branca verda d'olivera, el que significà que la inundació havia acabat i que els arbres començaven a emergir. El colom i la branca eren el senyal que el Déu bíblic estava en pau amb la humanitat, i que per tant ja podien deixar l'arca. A la fi del conte, Déu va crear l'Arc de Sant Martí com a símbol del tractat de pau entre ell i l'home, com a prova del seu compromís a mai no tornar a destruir la terra.

### La branca d'olivera en la tradició grecoromana
Altrament, la tradició grega també considera les branques d'olivera com a símbol de pau. La planta era considerada sagrada de l'antiga deessa de la saviesa, Atena. A la mitologia grega, Atena va competir amb Posidó per la ciutat d'Atenes. Posidó creà una font d'aigua marina i Atena plantà una olivera al costat de la font. La cort divina va decidir que Atena era guanyadora perquè el seu regal era el millor per a la ciutat. Era un dels atributs d'Irene, la deessa de la pau. També es robava a les monedes de l'Imperi Romà. L'escriptor llatí Virgili va associar l'«oliva grassa» amb la deessa Pax, l'equivalent romà d'Irene, i utilitzà la branca d'olivera com a símbol de pau a l'Eneida.

## El colom de pau a les arts
- Per la seva sèrie de dibuixos de coloms, al segle xx, l'artista Pablo Picasso, va contribuir a fer reviure aquest símbol. Un dels seus coloms va servir per a un cartell del Congrés Mundial per a la Pau el 1949, després de la Segona Guerra Mundial. A la primavera d'aquell any, Picasso tingué una filla amb Françoise Gilot que va anomenar Paloma en honor d'aquest símbol. Ella, al seu torn, quan va ser mare, va posar el nom Pau a la seva filla.[8]
- El colom de la pau, cançó de Pau Riba i Romeva[9]
- El colom de la pau, cançó de Francesc Pi de la Serra[10]
- El colom de la pau, llibre per infants de Teresa Soler i Cobo[11]
- El colom de la pau, poema de Salvador Espriu[12]